# Josep Tarradellas
Josep Tarradellas Joan (Cervelló, 19 de enero de 1899-Barcelona, 10 de junio de 1988), i marqués de Tarradellas, fue un político español, presidente de la Generalidad de Cataluña en el exilio desde 1954 hasta 1977, y de la Generalidad provisional desde esta fecha hasta 1980.

## Biografía

### Juventud y primeros años
Nacido el 19 de enero de 1899 en la localidad de Cervelló, en la provincia de Barcelona. Sus padres, Salvador y Casilda, se habían casado en el mes de noviembre del año anterior y era el mayor de dos hermanos. En 1914 se trasladó a la ciudad de Barcelona con sus padres y su hermana y empezó a trabajar en varios trabajos como aprendiz sin cobrar por ello, también estuvo como dependiente de un comercio. Al año siguiente, se inscribió como socio en el Centro Autonomista de Dependientes del Comercio y de la Industria (CADCI), donde estudió catalán, español, francés, inglés, aritmética, contabilidad y cultura general. Su militancia catalanista hizo que empezase en la vida política siendo muy joven, llegando a secretario de propaganda del CADCI.
En 1919 fundó los semanarios Abrandament y El Intransigente, y se unió a la Federación Democrática Nacionalista de Francesc Macià (a quien había conocido en 1916). En 1920 militó en la Joventut Nacionalista La Falç. Contrajo matrimonio con Antònia Macià, en 1927. Empezó a destacar con la fundación de Esquerra Republicana de Catalunya, formación con la cual sería elegido diputado a las Cortes y al Parlamento de Cataluña.

### República y Guerra civil

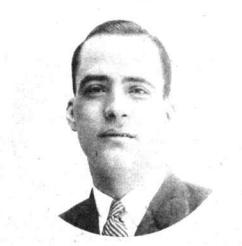
Tarradellas en 1931

Fue diputado y consejero de Gobernación y de Sanidad de la Generalidad de Cataluña entre 1931 y 1932, y del primer gobierno posterior a las elecciones al Parlamento de Cataluña de 1932. Por divergencias ideológicas con Francesc Macià y sus críticas a Estat Català, en 1933 fue expulsado de Esquerra Republicana de Catalunya y salió del Gobierno, creando con otros miembros de L'Opinió el Partit Nacionalista Republicà d'Esquerra. Sin embargo, a pesar de no estar implicado en la Revolución de 1934 contra el gobierno de la República, fue igualmente encarcelado. Pudo regresar nuevamente a ERC en 1936 y tras el triunfo electoral del Frente Popular ese mismo año, se le dio el cargo de consejero de Servicios Públicos, Economía y Finanzas. Al comenzar la guerra civil española, fue miembro del Consejo, y como conseller en cap impulsó varias leyes. También fue presidente de la Comisión de Indústrias de Guerra donde colaboró en la lucha contra el Bando Nacional.
En 1938 fue nombrado secretario general de Esquerra Republicana de Catalunya.

### Exilio
Ya casi terminada la guerra, en febrero de 1939 se marchó a Francia. El gobierno franquista pidió su extradición, que fue denegada a raíz de la protesta indignada que llevó a cabo la delegación de México ante el mariscal Pétain en ocasión de la entrega a Franco del presidente Companys. Pudo así ir a Suiza, donde obtuvo el derecho de asilo.
Volvió a París en 1944 y rechazó el cargo de ministro en el gobierno de la República Española en el exilio. En 1954, cuando el presidente de la Generalidad en el exilio, Josep Irla, dimitió por motivos de salud, se convocó en la Ciudad de México —donde residía el grupo más numeroso de diputados— la elección de la Mesa del Parlamento de Cataluña, de la Diputación Permanente y del presidente de la Generalidad. El día 7 de agosto fue elegido presidente de la Generalidad en la embajada de la República Española en México, por los diputados del Parlamento de Cataluña, aunque su presencia fue sólo testimonial (9 diputados); otros fueron representados o enviaron su voto. Renunció a formar gobierno en el exilio, y después de viajar por diferentes países de América, fijó su residencia en Francia, en Saint-Martin-le-Beau (Tours). En 1954 renunció al cargo de secretario general de Esquerra Republicana de Catalunya. Hasta la muerte del general Franco mantuvo una actitud testimonial en defensa de la legitimidad de la presidencia de la Generalidad como único poder catalán.
Su padre Salvador, pudo esconder bajo tierra - en los terrenos de la finca donde vivían-, la gran cantidad de archivos personales del President y de la misma institución de la Generalidad. Estos archivos están hoy en día en un ala del monasterio de Poblet en Cataluña, llamado "Arxiu Montserrat Tarradellas i Macià".

### Retorno a España

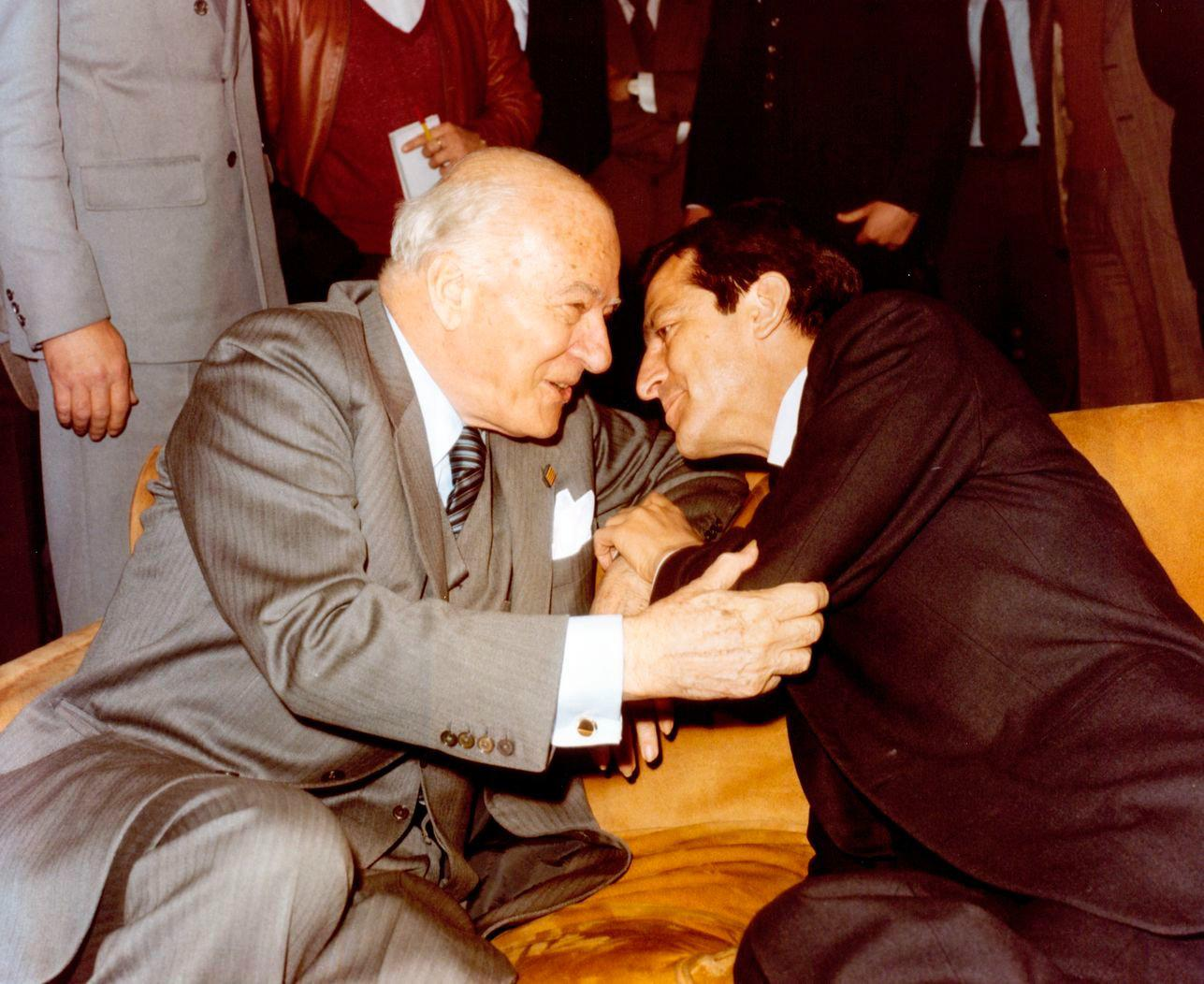
Saludándose con Adolfo Suárez en 1980

Tras la muerte del dictador Francisco Franco, regresó nuevamente a España. El 29 de septiembre de 1977 el Gobierno presidido por Adolfo Suárez restableció la Generalidad de Cataluña de forma provisional. Tras realizar varias negociaciones con Salvador Sánchez-Terán y el presidente del Gobierno, se le reconoció la legitimidad del cargo que ostentaba, nombrándole presidente de la Generalidad preautonómica el 17 de octubre del mismo año. Seis días después, el 23 de octubre, desde el balcón del Palacio de la Generalidad gritó a la multitud concentrada en la plaza de Sant Jaume la famosa frase «Ciutadans de Catalunya, ja sóc aquí!». Hoy en día, a estas palabras se les atribuye un gran simbolismo histórico, especialmente para los catalanes, pues de alguna forma ponen punto final a la dictadura franquista, y todo lo que ella implicaba, para dar paso a la democracia en España. Muchas personas le dan gran importancia a esta frase, sosteniendo que las palabras que usó Tarradellas no fueron casuales: dijo «Ciutadans de Catalunya» (Ciudadanos de Cataluña), en vez de «catalans» (catalanes), pues según estos su intención era aludir a todos los habitantes de Cataluña, no solamente a los nacidos en dicho territorio. Tras la aprobación del nuevo Estatuto de autonomía de Cataluña de 1979 y la celebración de las primeras elecciones autonómicas, se retiró de la vida política.
Durante este tiempo mantuvo unas relaciones tensas con el nacionalista catalán Jordi Pujol, relaciones que no se verían exentas de conflictos y reproches mutuos. En 1980, durante una entrevista con el periodista Julio Merino, en referencia a Pujol llegó a contestarle: «Señor Merino, yo de enanos y corruptos no hablo». Tarradellas también comentó respecto a Banca Catalana:

Conociendo al personaje, yo lo tengo claro. Luchará y pactará hasta con el diablo para ser president, porque ahí espera tener su mejor escudo. Mire, amigo mío, este hombre en cuanto estalle el escándalo de su banco se liará la estelada a su cuerpo y se hará víctima del centralismo de Madrid... Ya lo estoy viendo: ‘Catalans, España nos roba... No nos dan ni la mitad de lo que nosotros les damos y además pisotean nuestra lengua... Catalans, ¡Visca Catalunya!’. Sí, esa será su política en cuanto llegue a la Presidencia, el victimismo y el nacionalismo a ultranza.

Con posterioridad, tras su salida del gobierno regional, Tarradellas llegaría a calificar al pujolismo como una «dictadura blanca», y también criticó «la peligrosa deriva rupturista, sectaria y victimista que había tomado [Pujol]».
En 1980 fue investido doctor honoris causa por la Universidad de Toulouse. En ese mismo año cedió su archivo a la comunidad monástica de Poblet (Tarragona). En 1985, fue titulado marqués de Tarradellas por el rey Juan Carlos I. Murió en Barcelona el 10 de junio de 1988.

## Ideología
Su pensamiento político era catalanista. Siempre defendió la cultura catalana desde un prisma no separatista.
Afirmaba que Cataluña debía ser autocrítica, entender al pueblo español e integrarse en España. En su tarea política siempre pretendió establecer la conciliación y la concordia entre Cataluña y el resto de España. Abogó por los gobiernos de unidad en Cataluña con el propósito de que ésta fuese más fuerte, así como del diálogo positivo y constructivo con Madrid. 
Su actitud contraria a la independencia y al concepto de unos «Países Catalanes»  hizo que fuese criticado por parte de diversos sectores nacionalistas e independentistas, que lo tacharon de traidor a Cataluña, de mal político y de vendido a la monarquía española. Uno de los personajes más críticos fue el historiador Josep Benet. Sin embargo, por parte del catalanismo moderado y de sectores no nacionalistas, Tarradellas es considerado un gran político, avanzado a su tiempo e incluso un visionario de hacia dónde se dirigiría la política catalana.
Fue muy crítico con Jordi Pujol, llegando a afirmar en 1985 que «La gente se olvida de que en Cataluña gobierna la derecha; que hay una dictadura blanca muy peligrosa, que no fusila, que no mata, pero que dejará un lastre muy fuerte».

## Homenajes póstumos
El 21 de diciembre de 2018 el Consejo de Ministros aprobó, en su homenaje, el cambio de nombre del aeropuerto de Barcelona, renombrándolo como Aeropuerto Josep Tarradellas Barcelona-El Prat, cambio de denominación se hizo efectivo el 1 de marzo de 2019, fecha en la cual se publicó en el Boletín Oficial del Estado (BOE).

## Archivo Tarradellas

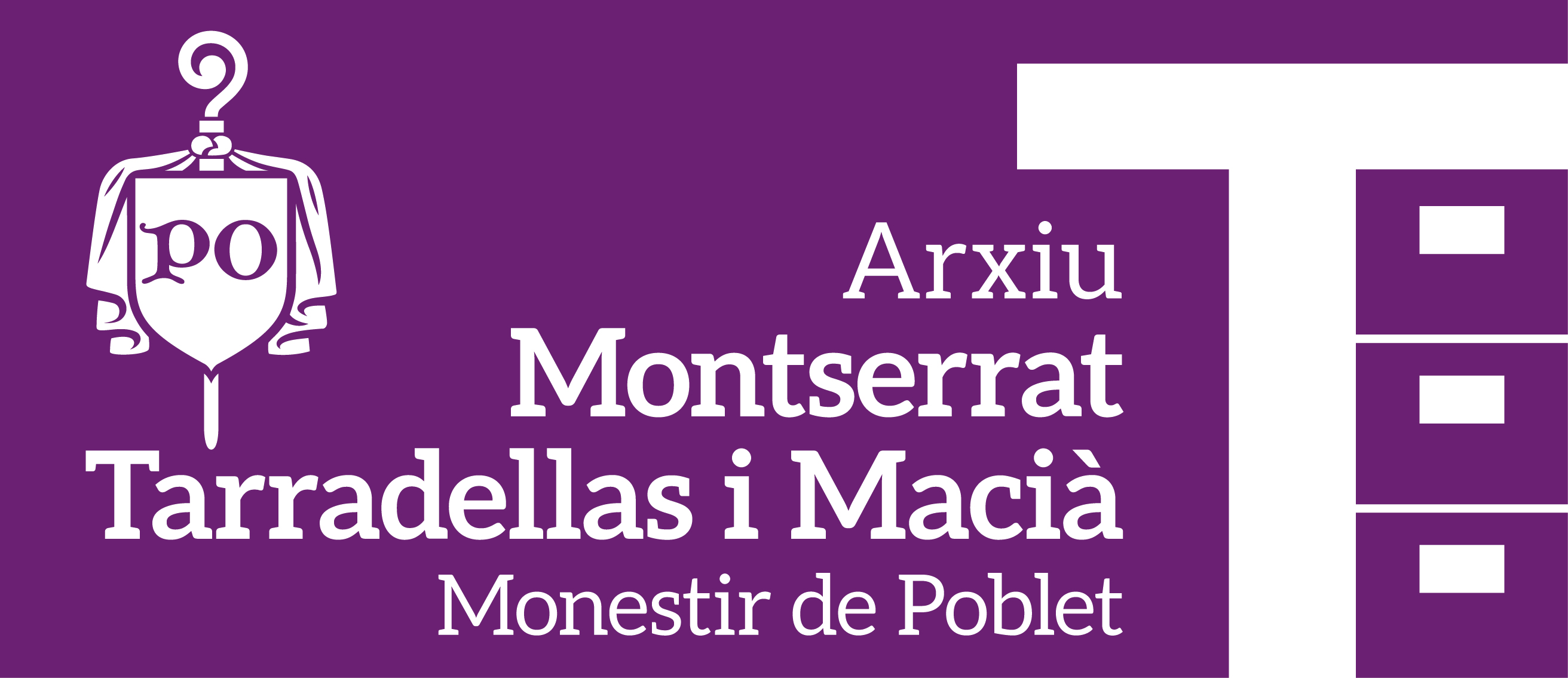
Logotipo del Archivo Montserrat Tarradellas i Macià.

El Archivo Montserrat Tarradellas i Macià se encuentra en el Palacio del Abad, junto al monasterio de Poblet, en Cataluña, y conserva el fondo personal de Josep Tarradellas y otros fondos personales, como son los de Carlos Sentís, Paul Preston, Juan Antonio Samaranch, Josep Maria Bricall o Ramon Barnils.